# ستيبان فيغو
ستيبان فيغو مواليد 9 يوليو 1997 في هامبورغ، هو لاعب كرة قدم بوسني. يلعب كلاعب وسط. مثّل منتخب البوسنة والهرسك لكرة القدم.

## المسيرة الاحترافية

### أندية لعب لها
- فيكتوريا هامبورغ
- نادي هامبورغ